# Fredegunda
Fredegunda (em latim: Fredegundis, em francês: Fredegonde; m. 597) foi rainha consorte de Quilperico I, um rei franco da dinastia merovíngia que reinou na Nêustria (Soissons). 
Era uma serva do palácio e foi amante do rei antes de desposá-lo em 568 e tornar-se rainha, depois de mandar assassinar a rainha anterior, Galsuinta. Isso atraiu a ira de Brunilda, irmã da morta, que era casada com Sigeberto I, rei da Austrásia e irmão de Quilperico, desencadeando uma guerra. Quando Quilperico estava a ponto de ser vencido, Fredegunda conseguiu que matassem Sigeberto, mas um cronista da época alega que mais tarde envenenou o marido quando ele descobriu que ela mantinha um amante. Com o rei foi mãe de vários filhos: Teodorico, Clodoberto, Sansão, Dagoberto, Rigunda e Clotário. Após a morte de Quilperico em 584 sua posição se tornou frágil, mas conseguiu que Clotário fosse confirmado na sucessão ao trono, enfrentando uma grande oposição de nobres e prelados, e assumiu a regência do reino durante sua minoridade, até ela falecer em 597.
Gregório de Tours a descreve nos piores termos, como autora de uma série de atrocidades e vilanias e como mandante do assassinato, entre muitos outros, de dois enteados e do bispo de Ruão, mas seu relato neste aspecto não é muito confiável. O que parece mais certo é que ela se esforçou por proteger os interesses do marido e sustentá-lo no poder contra uma série de intrigas e complôs de nobres e prelados, incluindo revoltas dos enteados Cloderico e Meroveu, mas também  trabalhou ativamente para garantir os interesses de seus próprios filhos, especialmente Clotário, em detrimento dos meio-irmãos deles. Para Michael Frassetto, "seus esforços de assegurar o poder para si mesma e seu filho se provaram bem sucedidos, e ela eventualmente triunfou sobre sua rival Brunilda postumamente, quando Clotário a depôs e mandou executar em 613. Sua carreira, assim, demonstra as oportunidades que os costumes de casamento entre os merovíngios ofereciam para mulheres ambiciosas e também revela a importância da família, especialmente dos filhos, para as rainhas merovíngias".